# Forêt guinéenne de l'Ouest africain
La forêt guinéenne de l'Ouest africain est un ensemble biogéographique faisant partie de l'écozone afrotropicale, défini par Conservation International, comme un point chaud de biodiversité.

## Description

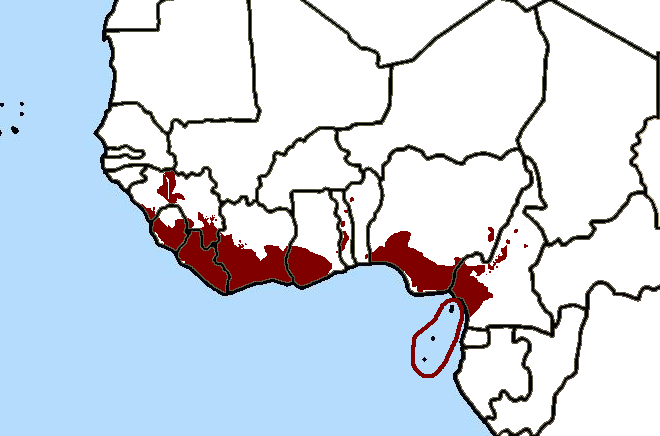

Cet ensemble est formé d'un mélange de plusieurs biomes incluant forêts tropicales sempervirentes, forêts tropicales caducifoliées, forêts tropicales de montagnes, forêts inondées (delta du fleuve Niger), forêts galeries, savanes boisées. C'est une région globalement peu montagneuse, même si on trouve des ensembles montagneux en Guinée et notamment au Cameroun : la ligne du Cameroun forme une chaîne de montagnes comptant entre autres le mont Cameroun (4 095 m - le plus haut sommet d'Afrique de l'ouest). Les précipitations sont généralement assez abondantes dans la zone traitée. Cependant il peut y avoir de fortes variations saisonnières : le centre de l'aire peut subir des sécheresses marquées, alors que l'est du Nigeria, l'ouest du Cameroun et les îles du golfe de Guinée ainsi que le Liberia et la Sierra Leone sont particulièrement arrosés toute l'année .

## Répartition
Cet espace de 93 047 km² englobe toutes les zones boisées de l'Afrique de l'Ouest politique, allant de la Sierra Leone et de la Guinée à l'ouest jusqu'à la rivière Sangha, situé dans l'ouest du Cameroun, à l'est. Incluant ainsi les pays suivants : Guinée, Sierra Leone, Liberia, Côte d'Ivoire, Ghana, Togo, Bénin, Nigeria, Cameroun, Sao Tomé-et-Principe, ainsi que les îles Bioko et Annobon en Guinée équatoriale. Le Dahomey Gap, une région de savanes et de forêts sèches du Togo et du Bénin divise ces forêts en deux zones distinctes, les forêts de Haute-Guinée et les forêts de Basse-Guinée. 

## Écorégions

### La forêt haute-guinéenne
La forêt haute-guinéenne s'étend à l'ouest de la Sierra Leone, de la Guinée, en passant par le Liberia, la Côte d'Ivoire, le Ghana et le Togo. Elle recoupe trois écorégions du WWF :
- forêts de plaine de Guinée occidentale (Guinée, Sierra Leone, Liberia, Côte d'Ivoire) ;
- forêt de montagne guinéenne (Guinée, Sierra Leone, Côte d'Ivoire) ;
- forêts de Guinée orientale (Côte d'Ivoire, Ghana, Togo, Bénin).

### La forêt basse-guinéenne
La forêt de Basse Guinée s'étend à l'est du Bénin au Nigeria et au Cameroun. Elle recoupe les écorégions :
- Forêts des basses terres du Nigeria (Togo, Nigeria) ;
- Forêts marécageuses du delta du Niger (Nigeria) ;
- Forêts transitionnelles de la Cross et du Niger (Nigeria) ;
- Forêts côtières de la Cross, de la Sanaga et de Bioko (Nigeria, Cameroun, Guinée équatoriale) ;
- Forêts des hauts plateaux camerounais (Nigeria, Cameroun) ;
- Forêts d'altitude du mont Cameroun et de Bioko (Cameroun, Guinée équatoriale).

## Biodiversité
Cette zone est considérée par Conservation International comme un point chaud de la biodiversité. En effet, cette zone est extrêmement riche en espèces végétales et animales, mais est également très menacée. On estime le nombre de plantes vasculaires à 9000 espèces, dont 1800 espèces sont endémiques (soit 20 %). Le mont Nimba, le parc national de Taï en Côte d'Ivoire, le Cross River National Park au Nigeria et le mont Cameroun (qui compte pas moins de 2500 espèces végétales) possèdent un taux d'endémisme élevé. Du fait de leur isolement géographique, les îles du Golfe de Guinée comptent 185 espèces endémiques. Quant à Sao Tomé-et-Principe, elles possèdent chacun un genre végétale endémique. Parmi ces plantes on trouve plusieurs espèces aujourd'hui extrêmement importantes : le palmier à huile d'Afrique (Elaeis guineensis) est cultivé dans toutes les régions tropicales du monde. Quant aux espèces suivantes, leur bois comptent parmi les plus précieux : l’ébène d'Afrique (Diospyros gracilis), deux espèces d'acajou (genre Entandophragma et Khaya) ou encore l'iroko (Milicia excelsa).
La diversité animale est également immense :
- Mammifères : 320 espèces sont présentes dans la zone, soit environ un quart des 1100 espèces du continent africain, et parmi elles 67 sont endémiques, comptant entre autres 18 espèces de primates endémiques (sur 30 espèces répertoriées). En plus des primates on trouve de nombreuses espèces d'antilopes comme le Céphalophe de Jentink (Cephalophus jentinki) et le Céphalophe-zèbre(Cephalophus zebra), deux des antilopes les plus menacées du monde. La zone abrite également l'Hippopotame pygmée africain (Hexaprotodon liberiensis).

- Oiseaux : 785 espèces d'oiseaux (dont 75 endémiques) habitent dans cette zone, soit un tiers de tous les oiseaux du continent africain. Le taux d'endémisme est particulièrement élevé dans les zones montagneuses et les îles. On trouve notamment plusieurs espèces propres aux montagnes camerounaises : le Francolin du Cameroun (Pternistis camerunensis), le Zostérops du Cameroun (Speirops melanocephalus) sont endémiques au mont Cameroun pendant que le mont Kupe abrite le Gladiateur du Kupé (Chlorophoneus kupeensis). Les îles du golfe de Guinée comptent beaucoup d'espèces endémiques. Sao Tomé-et-Principe par exemple compte 22 espèces endémiques sur 139[4] parmi lesquelles deux espèces appartenant à des genres monospécifiques endémiques : le Néospize de Sao Tomé (Neospiza concolor) et le Nasique de Bocage (Amaurocichla bocagei)[5].

- Reptiles et amphibiens : on trouve 210 espèces de reptiles et 221 espèces d'amphibiens (dont respectivement 52 et 85 espèces sont endémiques).

- Poissons d'eau douce : 512 espèces vivent dans la zone traitée et 143 espèces y sont propres. On y trouve notamment 350 espèces de Killies, soit un quart des espèces mondiales. Plus de la moitié des quelque 60 espèces de cichlidés présents dans ce point chaud sont endémiques dont un nombre important dans le lac Barombi Mbo au Cameroun.

## Menaces et conservation
En tant que point chaud cette zone n'est pas seulement riche mais aussi en danger. La forêt guinéenne de l'Ouest africain est en effet l'une des zones les plus fragmentées et menacées de la planète. Cela fait plus d'un millier d'années que cette zone subit des modifications environnementales, qui furent grandement exacerbées depuis l'époque coloniale avec les cultures industrielles de l'Hévéa et de Palmier à huile et ne cessent de s'amplifier aujourd'hui. De plus la culture sur brûlis est la norme dans cette zone produisant rapidement des terres cultivables, mais très sensibles à la désertification. La densité de population est l'une des plus élevées d'Afrique : Le Nigéria par exemple est le pays le plus peuplé d'Afrique (128 771 988 habitants) et l'un des plus densément peuplés du continent : 139 hab/km². Comme dans beaucoup de régions en développement la croissance démographique est extrême: celle de région concernée selon toute estimation doublera d'ici 2025. Le sous-sol est très riche : or, fer, bauxite, diamants et autres pierres précieuses entraînent une dégradation importante de l'environnement notamment à cause de l'utilisation de mercure pour l'orpaillage, qui est ensuite déversé dans les rivières. La viande de brousse est l'un des apports les plus importants de protéines dans les zones rurales d'Afrique de l'Ouest (et plus largement de toute l'Afrique). Il en résulte le braconnage d'espèces menacées (antilopes, primates, etc.). Pour finir la pauvreté et le climat de tension ou de guerre (Sierra Leone, Liberia, Côte d'Ivoire) poussent les populations à exploiter les zones boisées pour leur survie (alimentation notamment).
Depuis les années 1960 tous les pays de la zone concernée ont fait des efforts marqués pour créer des territoires protégés à différents degrés. Le Tai National Park en Côte d'Ivoire et le Parc national de Sapo au Liberia constituent les deux plus grandes réserves de ce point chaud. Le Cross River National Park au Nigeria (4,227 km2) est le plus grand parc la moitié est de la zone traitée. Le Parc national de Korup(1,260 km2) au Cameroun comprend entre autres l'une des plus vieilles forêts pluviales d'Afrique. Cependant le niveau de contrôle et la protection sont aléatoires. En effet de nombreuses personnes habitent à proximité et créent une pression sur l'environnement sachant que le braconnage ou la coupe illégale du bois restent présents même dans les zones protégées. L'un des plus grands challenges dans cette partie du monde est d'allier les besoins alimentaires et sanitaires d'une population à croissance rapide avec un environnement très perturbé. Cela sous entend de permettre aux populations vivant en contact avec les parcs nationaux d'accéder à des travaux rémunérateurs et en accord avec la protection de la nature : écotourisme, agroforesterie, artisanat, etc.  .